# Успение Богородично (Долени)
Вижте пояснителната страница за други значения на Успение Богородично.
„Успение Богородично“ (на гръцки: Ναός της Κοιμήσεως της Θεοτόκου) е средновековна православна църква, разположена в костурското село Долени (Зевгостасио), Егейска Македония, Гърция.

## Местоположение
Църквата е разположена на малък хълм на северния вход на селото.

## История
Храмът е еднокорабна кръстокуполна църква. Първоначално е имала трем от юг и запад, чието разрушаване се отразява зле на външните стенописи на храма.
Стенописите са от два периода. На южната стена на наоса има надпис, според който първото изписване е от 1432 година. Има стенописно изображение на Свети Климент Охридски. Тези стенописи в наоса, и особено в купола му, пострадват от влагата, проникваща през разрушения покрив, като по-добре запазени са стенописите на северната стена.
Вторият иконописен слой, който е добре запазен, е от 1749 година и покрива стените в нартекса и ниските части на наоса. Отличава се изображението на Свети Йоан Кръстител.
Ктиторският надпис гласи:
| „ | ΑΝΗΓΕΡΘΗ ΚΑΙ ΑΝΙĊΤΟΡΗΘΗ Ο ΘΕΙΟČ ΚΑΙ ΠΑΝĊΕΠΤΟČ ΝΑΟČ ΟΥΤΟĊ ΤΗČ ΥΠΕΡΑΓΙΑĊ ΔΕΣΠΟΙΝΗĊ ΗΜΟΝ ΘΕΟΤΟΚΟΝ ΚΑΙ ΑΕΙΠΑΡΕΝΟΥ ΜΑΡΙΑČ ΑΡΧΙΕΡΑΤΕΥΟΝΤΟĊ ΤΟΥ ΠΑΝΙΕΡΟΤΑΤΟΥ ΚΑΙ ΛΟΓΙΟΤΑΤΟΥ ΜΗΤΡΟΠΟΛΙΤΟΥ ΚΑČΤΟΡΙΑČ ΚΥΡ ΧΡΥΣΑΝΘΟΥ ΚΑΙ ΕΦΗΜΕΡΕΥΟΝΤΟČ ΔΙΜΙΤΡΙΟΥ ΙΕΡΕΟČ ΚΑΙ ΔΙΑ ΣΥΝΔΡΟΜΗČ ΤΩΝ ΧΡΙĊΤΙΑΝΩΝ ΤΗĊ ΧΩΡΑČ ΤΑΥΤΗČΣ ΕΝ ΕΤΕΙ, ΑΨΜΘ Издигна се свещения и всепочитан този храм на Пресветата Владичица наша Богородица и Вечна Дева Мария при управлението на всесвещения и учен митрополит Костурски господин Хрисант и при ефимерия свещеник Димитър и с помощта на християните от тази област в годината 1749. | “ |

В 1924 година храмът е обявен за паметник на културата.
- Стенописи
- Външнен стенопис
- Архангел Гавриил
- Свети Йоан Предтеча, 1749 г.
- Свети Петър, 1749 г.
- Свети Пантелеймон, Козма и Дамян, 1749 г.

- Икони
- Успение Богородично
- Преображение Господне
- Влизане в Йерусалим
- Рождество Христово
- Успение Богородично